# Bjälbo-Jarlen
Bjälbo-Jarlen är en teaterpjäs i fem akter av August Strindberg från 1909. Pjäsen hör till Strindbergs historiska dramer och handlar om Birger jarl. Den hade premiär på Svenska teatern i Stockholm den 26 mars 1909.

## Personer
- Birger jarl.
- Valdemar, hans son, konung.
- Sofia, Erik Plogpennings dotter, hans gemål.
- Judit (Jutta), hennes syster.
- Magnus, prins, Valdemars bror, sedermera hertig och vicekonung. (Magnus Ladulås).
- Bengt, hans yngsta bror.
- Ivar Jonsson Blå.
- Biskop Kol.
- Prosten Lars i Oppunda.
- Väktaren på Brantberget.
- Hans, hovnarr hos Magnus.
- Peter, narr hos Ivar Blå.
- Mats Stalldräng.
- Fiskaren.
- Saracenen, Jarlens livvakt. (Stum).
- Junker Karl, av Folkungaätt.
- Astrologen.